# Habla ahora (álbum)
Habla Ahora es el quinto álbum de estudio de la cantante mexicana María José. El primer sencillo "Las que se ponen bien la falda" marca la primera vez que la cantante se concentra en el género del reguetón y la música urbana, mientras que la canción principal del álbum incorpora un tono de bachata.
"Olvidame y pega la vuelta", con colaboración de Bryan Amadeus, es originalmente una canción de Pimpinela, así como "Duri Duri", que originalmente es interpretada por la banda española Click.
El 28 de mayo de 2017, se lanzó una edición especial del álbum. Debutó en la quinta posición de Itunes en los álbumes en español. La nueva edición presenta las 12 de canciones originales más 3 canciones nuevas y un remix. El nuevo material incluye las canciones "Ni me vas a Extrañar", "Despertar", así como el cuarto sencillo del álbum "El Amor Coloca".

## Antecedentes
En octubre de 2014, luego de dar a luz a su primogénita Valeria, se anunció en conferencia de prensa el reencuentro de Kabah, junto al grupo Ov7, para llevar a cabo la gira con dicha agrupación. En marzo de 2015 inició la gira Ov7Kabah, con la que se han presentado en diferentes ciudades mexicanas, como Acapulco, Guadalajara, Monterrey, Chihuahua y el Auditorio Nacional, en el que llevan 10 fechas hasta el momento, plasmado en un CD/DVD titulado En vivo. María José ha confirmado que la gira se prolongará hasta diciembre de 2015, para en 2016 continuar con su carrera como solista. Una vez finalizada la gira comenzó a grabar material para su futuro proyecto discográfico.

## Sencillos
"Las que se Ponen Bien La Falda" fue lanzado como el primer sencillo del álbum. Debutó en las radios digitales el 9 de mayo de 2016. María José estrenó fragmentos de la canción en sus redes sociales en abril de 2016. El 30 de abril de 2016, se publicó una vista previa de la canción en sus cuentas oficiales de la cantante. 
"Habla Ahora", la canción principal del álbum fue lanzada como el segundo sencillo el 9 de septiembre de 2016. 
"Lo que te mereces" fue lanzado el 27 de marzo de 2017 como el tercer sencillo del álbum. La canción fue coescrita por la cantautora mexicana Paty Cantu y marca la cuarta vez que las dos trabajan juntas en una canción.
"El Amor Coloca" fue lanzado el 20 de abril de 2017 como el primer sencillo de la reedición del álbum, así como el cuarto del álbum. Esta canción es un cover del tema del mismo nombre de la cantante española Mónica Naranjo.
"Duri Duri" fue lanzado como el quinto y último sencillo del álbum el 7 de septiembre de 2017, el mismo día del estreno de su video musical.

## Lista de canciones
- Edición estándar

| Habla ahora |                                                                |          |  |
| N.º         | Título                                                         | Duración |  |
| 1.          | «Las qué se ponen bien la falda (con Ivy Queen)»               | 3:45     |  |
| 2.          | «Lo que Te mereces»                                            | 4:10     |  |
| 3.          | «Olvidame y pega la vuelta (con Bryan Amadeus)»                | 3:25     |  |
| 4.          | «Cobarde»                                                      | 3:25     |  |
| 5.          | «Habla ahora»                                                  | 3:22     |  |
| 6.          | «Quiero que te quedes»                                         | 3:46     |  |
| 7.          | «Nada fue verdad»                                              | 3:38     |  |
| 8.          | «Duri duri»                                                    | 3:36     |  |
| 9.          | «Ella me gusta para ti»                                        | 3:09     |  |
| 10.         | «No soy (con Yuridia)»                                         | 3:16     |  |
| 11.         | «Hombre malvado»                                               | 2:34     |  |
| 12.         | «Las qué se ponen bien la falda [versión pop] (con Ivy Queen)» | 3:58     |  |

- Edición especial

| Habla ahora - Edición especial |                          |          |  |
| N.º                            | Título                   | Duración |  |
| 13.                            | «Ni me vas a extrañar»   | 2:55     |  |
| 14.                            | «Despertar»              | 3:35     |  |
| 15.                            | «El amor coloca»         | 3:24     |  |
| 16.                            | «El amor coloca (Remix)» | 3:26     |  |

## Posiciones en la lista
| Listas (2012)             | Mejor posición |
| ------------------------- | -------------- |
| México Top 100 (AMPROFON) | 12             |